# Curietemperatuur
De curietemperatuur, vernoemd naar Pierre Curie, is de temperatuur waarboven ferromagnetische materialen ophouden een permanent magneetveld om zich heen te bezitten.
Als bijvoorbeeld een ijzeren magneet wordt verwarmd boven de curietemperatuur van 770 °C dan is hij niet meer ferromagnetisch. Hij wordt dan paramagnetisch. Als het ijzer weer afgekoeld is, komt het permanente magneetveld niet terug. Wel is er dan weer een magneetveld aanwezig in kleine gebiedjes in het materiaal, de zogenaamde gebiedjes van Weiss (Pierre-Ernest Weiss), maar deze velden wijzen in willekeurige richtingen, zodat er geen resulterend extern magneetveld aanwezig is. Het is wel mogelijk het ijzer opnieuw te magnetiseren.
De curietemperatuur is moeilijk exact te meten. Ten eerste verdwijnt het permanente magneetveld rond het materiaal slechts geleidelijk. Ten tweede is de curietemperatuur sterk afhankelijk van kleine verontreinigingen in het materiaal, vooral van het overal aanwezige ijzer.
Een selectie van ferromagnetische materialen met hun curietemperaturen in kelvin:
| Materiaal | Curietemp. (K) |
| --------- | -------------- |
| Fe        | 1043           |
| Co        | 1388           |
| Ni        | 627            |
| Gd        | 292            |
| Dy        | 88             |
| MnAs      | 318            |
| MnBi      | 670            |
| MnSb      | 587            |

| Materiaal | Curietemp. (K) |
| --------- | -------------- |
| MnOFe2O3  | 573            |
| FeOFe2O3  | 858            |
| NiOFe2O3  | 858            |
| CuOFe2O3  | 728            |
| MgOFe2O3  | 713            |
| Y3Fe5O12  | 560            |
| CrO2      | 386            |
| EuO       | 77             |

| Materiaal | Curietemp. (K) |
| --------- | -------------- |
| EuS       | 16,5           |
| CrBr3     | 37             |
| Au2MnAl   | 200            |
| Cu2MnAl   | 630            |
| Cu2MnIn   | 500            |
| GdCl3     | 2,2            |
| Fe2B      | 1015           |
| MnB       | 578            |